# Filomena Cautela
Filomena José Dias Fernandes Cautela, född 16 december 1984 i Lissabon, är en portugisisk programledare och skådespelerska. Hon startade sin karriär inom teatern år 2000 och gjorde därefter filmdebut år 2004. År 2005 blev hon programledare för MTV Portugal.
Cautela ledde, tillsammans med Catarina Furtado, Daniela Ruah och Sílvia Alberto, Eurovision Song Contest 2018 i Lissabon.